# Raízes Ao Vivo
Raízes Ao Vivo é o primeiro álbum ao vivo da Banda Raízes, lançado em 1999.
Gravado em 19 de dezembro de 1998 em Vitória, ES, o trabalho reúne 22 dos maiores sucessos da banda em treze anos de carreira.

## Faixas
1. Big "Al" (abertura)
2. Vision
3. Caminho Certo
4. Sou Feliz
5. "Nesta Noite"...
6. Basta o seu Olhar
7. Estrelas
8. Volta Logo
9. Palavras que Amparam
10. Depende de Você
11. Salmo 148
12. Misericórdia
13. Recomeçar
14. Sempre vou te Amar
15. Glória Glória
16. A Melhor Saída
17. Renasci
18. Amigo
19. Diga Não
20. Não só Palavras
21. Jesus Cristo mudou meu Viver
22. Boa Noite